# Mistrovství Československa v atletice 1964
Mistrovství Československa mužů a žen v atletice 1964 v kategoriích mužů a žen se konalo 25. července a 26. července v Praze. 

## Medailisté

### Muži
| Soutěž                                   | Zlato                                                                    | Stříbro                                                                            | Bronz                                                                            |
| 100 m                                    | Vilém Mandlík 10.7                                                       | Herbert Bende 10.7                                                                 | Josef Votrubec 10.8                                                              |
| 200 m                                    | Vilém Mandlík 21.3                                                       | Antonín Polášek 21.5                                                               | František Mikluščák 21.9                                                         |
| 400 m                                    | Josef Trousil 46.0                                                       | Zdeněk Váňa 47.3                                                                   | Viliam Nedeljak 47.5                                                             |
| 800 m                                    | Jan Kasal 1:49.2                                                         | Tomáš Jungwirth 1:49.4                                                             | Petr Bláha 1:50.1                                                                |
| 1500 m                                   | Josef Odložil 3:45.6                                                     | Miroslav Jůza 3:45.8                                                               | Tomáš Salinger 3:46.0                                                            |
| 5000 m                                   | Josef Tomáš 14:07.6                                                      | Petr Hellmich 14:10.2                                                              | Miroslav Jurek 14:18.2                                                           |
| 10 000 m                                 | Štefan Tejbus 30:02.2                                                    | Václav Chudomel 30:03.0                                                            | Jaroslav Bohatý 30:21.0                                                          |
| 110 m př.                                | Milan Čečman 14.3                                                        | Jiří Černošek 14.6                                                                 | Ivan Čierny 14.8                                                                 |
| 200 m př.                                | Milan Čečman 23.6                                                        | Miroslav Hruš 23.7                                                                 | Jiří Černošek 24.0                                                               |
| 400 m př.                                | František Mandlík 52.1                                                   | Svatopluk Matolín 52.4                                                             | Milan Pfingstner 53.4                                                            |
| 3000 m př.                               | Bohumír Zháňal 8:48.4                                                    | Petr Holas 8:57.8                                                                  | Miroslav Eichler 9:11.4                                                          |
| 4 × 100 m                                | Vladimír Ptáčník Vít Schneider Václav Baroch Josef Trousil RH Praha 41.2 | Karol Salay Herbert Bende Viktor Eichler Róbert Molnár Slávia Bratislava SVŠT 41.6 | Josef Čeliš Pavel Skopeček Petr Plaňanský Josef Holub Spartak Plzeň 41.9         |
| 4 × 400 m                                | Pavel Vitouš Pavel Pěnkava Václav Baroch Josef Trousil RH Praha 3:12.3   | František Mandlík Pavel Hruška Emil Stalmašek Zdeněk Váňa Dukla Praha 3:12.9       | František Ortman Szabó Oldřich Hozák Miroslav Hruš Spartak Praha Sokolovo 3:16.5 |
| Skok do výšky                            | Jiří Lanský 203                                                          | Josef Krybus 195                                                                   | Milan Valenta 195                                                                |
| Skok o tyči                              | Rudolf Tomášek 490                                                       | František Taftl 450                                                                | Pavel Jindra 450                                                                 |
| Skok daleký                              | Ján Koštial 745                                                          | Josef Bílek 721                                                                    | Anton Hlaváček 721                                                               |
| Trojskok                                 | Miloš Hornych 15.59                                                      | Peter Nemšovský 15.44                                                              | Jan Broda 15.42                                                                  |
| Vrh koulí                                | Jiří Skobla 18.16                                                        | Jaroslav Folkman 17.06                                                             | Milan Mikula 16.09                                                               |
| Hod diskem                               | Ludvík Daněk 59.70                                                       | Jiří Žemba 56.71                                                                   | Ladislav Petrovič 53.72                                                          |
| Hod kladivem                             | Josef Matoušek 65.99                                                     | Jaroslav Řehan 63.74                                                               | Josef Málek 62.41                                                                |
| Hod oštěpem                              | Josef Dušátko 79.13                                                      | Vladimír Poskočil 73.64                                                            | Jiří Šilhan 70.07                                                                |
| 20 km chůze                              | Alexander Bílek 1:33:34.6                                                | Ladislav Moc 1:36:41.0                                                             | Milan Závadský 1:38:25.6                                                         |
| Desetiboj České Budějovice 1. – 2.8.1964 | Milan Kotík 6773 bodů                                                    | Josef Habr 6185 bodů                                                               | Jiří Trmal 5896 bodů                                                             |

### Ženy
| Soutěž                                 | Zlato                                                                                 | Stříbro                                                                              | Bronz                                                                                             |
| 100 m                                  | Eva Lehocká 11.8                                                                      | Eva Kucmanová 12.2                                                                   | Libuše Eichlerová-Králíčková 12.3                                                                 |
| 200 m                                  | Eva Lehocká 24.5                                                                      | Božena Duchoslavová 25.2                                                             | Marta Kobzová 25.7                                                                                |
| 400 m                                  | Anna Blanáriková 55.0                                                                 | Libuše Eichlerová-Králíčková 55.1                                                    | Renata Vaculová-Prokopová 57.7                                                                    |
| 800 m                                  | Dobroslava Žáková 2:09.6                                                              | Jaroslava Jehličková 2:10.6                                                          | Emília Ovádková 2:11.9                                                                            |
| 80 m př.                               | Hana Trejbalová 11.5                                                                  | Alena Schusterová 11.5                                                               | Anna Zábršová 11.5                                                                                |
| 4 × 100 m                              | Jitka Labuťová Marie Baťhová Emilie Foltová Marcela Jungwirthová Slavia Praha VŠ 48.8 | Hana Doškářová Jana Šmerdová Ludmila Bojanovská Alena Kalodová Spartak Brno ZJŠ 49.0 | Danuše Vandrolová Renata Vaculová-Prokopová Markéta Tymočová Alexandra Drobná VŽKG Vítkovice 49.4 |
| Skok do výšky                          | Ludmila Jetmarová 168                                                                 | Věra Bernardová 166                                                                  | Radmila Zavadilová 163                                                                            |
| Skok daleký                            | Vlasta Přikrylová 597                                                                 | Jiřina Juroszková 573                                                                | Libuša Kladeková 573                                                                              |
| Vrh koulí                              | Ludmila Jamborová 14.95                                                               | Věra Matrasová 14.11                                                                 | Milena Fraňková 13.78                                                                             |
| Hod diskem                             | Jiřina Němcová 55.52                                                                  | Štěpánka Mertová 51.01                                                               | Marie Šimánková 50.54                                                                             |
| Hod oštěpem                            | Vlasta Hrbková 47.87                                                                  | Anna Pfingstnerová-Linhartová 46.95                                                  | Klára Jarešová 44.86                                                                              |
| Pětiboj České Budějovice 1. – 2.8.1964 | Vlasta Přikrylová 4502 bodů                                                           | Jiřina Juroszková 4177 bodů                                                          | Olga Fomenková 4133 bodů                                                                          |